# Yoraperla altaica
Yoraperla altaica is een steenvlieg uit de familie Peltoperlidae. De wetenschappelijke naam van de soort is voor het eerst geldig gepubliceerd in 2003 door Devyatkov.